# Ariel Square Four

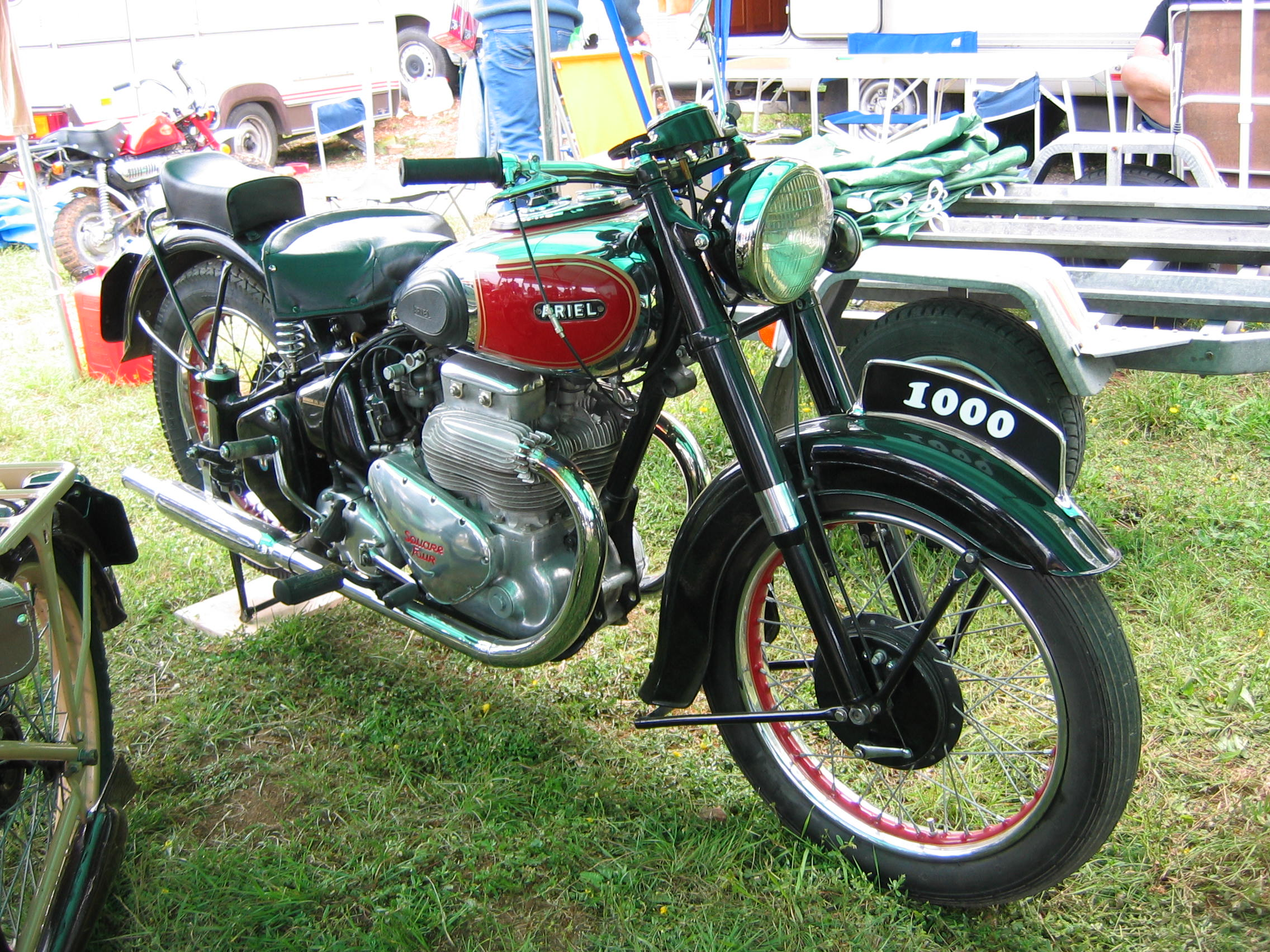
Ariel Square Four

Die Ariel Square Four ist ein Motorrad der britischen Marke Ariel mit einem luftgekühlten Vierzylinder-Viertaktmotor und zwei Kurbelwellen.

## Entwicklung
Der Motor wurde von Edward Turner entwickelt und Ende 1929 erstmals erprobt. Die beiden Kurbelwellen mit zwei 180° versetzten, fliegend gelagerten Kurbelzapfen, die die Pleuel aufnahmen, waren quer zur Fahrtrichtung eingebaut und über Schrägverzahnungen an den zentral angeordneten Schwungmassen miteinander verbunden, sodass sie gegenläufig umliefen. Dies ergab eine Zylinderanordnung in einem Quadrat, von dem sich der Name ableitete. Von der Verzahnung der hinteren Kurbelwelle wurde die Kraft zunächst direkt in das integrierte Dreiganggetriebe weitergeleitet. In der Serie wurde jedoch ein getrenntes Getriebe von Burman verwendet und ein weiteres Lager vor dem Primärkettenzahnkranz eingebaut. Der Gaswechsel wurde durch parallel hängende Ventile bewerkstelligt, die von einer obenliegenden Nockenwelle über Kipphebel betätigt wurden. Zylinderblock und der Zylinderkopf waren jeweils ein Graugussstück. Der Gasauslass der Zylinder lag auf beiden Seiten außen am Kopf, die Frischgaskanäle auf der Innenseite. Der Ventiltrieb und die Kurbelwellenzahnräder waren mit einer Trockensumpf-Druckschmierung mit je einer Zahnradpumpe für Drucköl und Rückförderung ausgerüstet, der Kurbeltrieb wurde mit  Schleuderöl geschmiert.

## Ariel 4F
Die Vorstellung des offiziell Ariel 4F-31 genannten Typs mit 498 cm³ und zunächst 20 PS erfolgte im November 1930 in der Olympia Motor Show in London. 1932 kam eine 599-cm³-Version mit 24 PS (Typ Ariel 4F/6) dazu. In diesem Jahr ging Ariel zunächst in die Insolvenz. Die Produktionseinrichtung wurde aber von Jack Sangster gekauft, der die Produktion fortsetzen ließ. 1933 wurde der 500-cm³-Typ eingestellt. Die Trockensumpfschmierung wurde durch eine Nasssumpfschmierung mit Kolbenölpumpe ersetzt und die Zahnräder der Kurbelwellen erhielten eine Geradverzahnung. 1935 wurde das Motorgehäuse verstärkt.

## Ariel 4G/4H
Die Fertigungskosten ließen sich am Motorradmarkt nicht durch einen entsprechenden Verkaufspreis decken. Sangster entschied deswegen einen komplett neuen Square-Four-Motor mit 1000 cm³ zu entwickeln, der lediglich die Zylinderanordnung mit dem Ausgangstyp gemein haben sollte. Es wurde ein OHV-Motor konstruiert. Die Kurbelwellen erhielten zur Kraftübertragung separate Zahnräder auf der linken Motorseite. Sie wurden konventionell in zwei äußeren Lagern geführt, die in einem vertikal geteilten Kurbelgehäuse angebracht waren. Das Triebwerk leistete zunächst 36 PS und wurde ab September 1936 mit dem Modellkennzeichen Ariel 4G geliefert. 1939 kam eine einfacher ausgestattete Ariel 4H hinzu. Ebenso gab es eine in der Bohrung reduzierte 601-cm³-Version, die ansonsten der 4H entsprach.
Nach dem Zweiten Weltkrieg wurde die Produktion fortgesetzt. Eine Teleskopgabel ersetzte 1946 die bisherige Trapezgabel.

## Ariel Square Four Mark I
Nach den Exporterfolgen in die USA ergaben sich dort zunehmende Reklamationen durch Überhitzung der hinteren Zylinder bei längerer Belastung und in Großbritannien durch Klopfen aufgrund der nach dem Krieg verringerten Oktanzahl der zur Verfügung stehenden Kraftstoffe von teilweise nur 70 Oktan.
Val Page konstruierte deswegen 1949 Zylinderkopf und Zylinderblock aus Leichtmetall neu. In den Zylinderkopf wurde das Kipphebelgehäuse integriert. Weitere Änderungen betrafen die Befestigung von Zylinderblock und Zylinderkopf sowie den Ersatz des Lichtmagnetzünders durch eine Gleichstromlichtmaschine und eine Spulenzündung. Durch die konstruktiven Maßnahmen konnte das Gewicht um 15 kg reduziert werden. Diese Version wurde bis 1953 gebaut.

## Ariel Square Four Mark II
1952 wurde der Zylinderkopf nochmals geändert. Die Auspuffgase strömten jetzt durch vier einzelne Krümmer, um die Wärmebelastung des Zylinderkopfes zu verringern. Zwei einzelne Kipphebelgehäuse ermöglichten einen günstigere Frischgasführung. Der Motor leistete so 40 PS, in einer Version mit auf 7,2 : 1 erhöhten Verdichtung auch 42 PS. 1956 erhielt das Modell Vollnabenbremsen, und der  Schmierölvorrat wurde vergrößert. Diese Version wurde bis zur Produktionseinstellung 1958 gebaut.

## Ariel Square Four Mark III Royal Hunter
Diese Variante sollte die Mark II 1954 ersetzen. Wesentlicher Konstruktionsunterschied war eine Langarmschwinge statt der Telegabel. Es gab nur Prototypen.

## Ariel Square Four Mark IV
Die Mark IV sollte 1958 die Mark II ersetzen und verfügte über Hinterradschwinge. Aufgrund geänderter Geschäftspolitik bei Ariel und der Einstellung aller Motorräder mit einem Viertaktmotor blieb es bei dem Entwurf.

## Produktionszahlen
| Modell       | Herstellzeitraum | Stückzahl |
| ------------ | ---------------- | --------- |
| 4F-500       | 1931–1932        | 927       |
| 4F-600       | 1932–1940        | 2674      |
| 4G-1000      | 1936–1948        | 4288      |
| Mk I         | 1949–1953        | 3922      |
| Mk II        | 1953–1958        | 3828      |
| Alle Modelle | 1931–1958        | 15.641    |

## Technische Daten (Mark II 1958)
- Hubraum: 998 cm³
- Bohrung: 65 mm
- Hub: 75 mm
- Verdichtung: 7,2:1
- Leistung: 42 PS bei 5800 min-1
- Getriebe: 4-Gang-Fußschaltung
- Radstand: 1422 mm
- Sitzhöhe: 787 mm
- Tankinhalt: 23 Liter
- Gewicht: 197 kg